# Кувшиново
Кувшиново (на руски: Кувшиново) е град в Русия, административен център на Кувшиновски район, Тверска област. Населението на града към 1 януари 2018 година е 9068 души.